# Cavendishia urophylla
Cavendishia urophylla är en ljungväxtart som beskrevs av A. C. Smith. Cavendishia urophylla ingår i släktet Cavendishia och familjen ljungväxter. Inga underarter finns listade i Catalogue of Life.